# Пјеведицио (Бреша)
Пјеведицио је насеље у Италији у округу Бреша, региону Ломбардија.
Према процени из 2011. у насељу је живело 1244 становника. Насеље се налази на надморској висини од 100 м.